# Tini (Martina Stoessel)
Cet article concerne l'album de Martina Stoessel. Pour le village du Burkina Faso, voir Tini.
Albums de Martina Stoessel
Quiero Volver
(2018)
Singles
1. Siempre Brillarás / Born to Shine
Sortie : 25 mars 2016
2. Great Escape / Yo Me Escaparé
Sortie : 8 juillet 2016
3. Got Me Started / Ya No Hay Nadie Que Nos Pare
Sortie : 8 décembre 2016
4. My Stupid Heart / Si Tu Te Vas
Sortie : 5 mai 2017

TINI est le premier album studio de la chanteuse argentine Martina Stoessel qui inclut aussi des chansons du film Tini : La Nouvelle Vie de Violetta.
Le premier single de l'album, Siempre Brillarás, et sa version anglaise, Born to Shine, ont été publiés le 25 mars et 8 avril 2016. L'album était disponible en pré-commande à partir de cette date. Il est sorti le 29 avril 2016 sous le label de Hollywood Records. 
Le 17 juin 2016, une version espagnole de l'album est sortie. Elle contient toutes les chansons en espagnol de l'album et une chanson supplémentaire, une version bilingue en espagnol et en anglais de Siempre Brillarás.
Le 14 octobre 2016, une version deluxe de l'album sort, contenant les chansons du premier album et deux chansons supplémentaires, les versions espagnoles des chansons respectives, Great Escape et Got Me Started est sortie, Yo Me Escaparé, qui avait déjà été publié en tant que single, et Ya No Hay Nadie Que Nos Pare avec Sebastián Yatra.

## Contexte et lancement
En raison de la réussite mondiale de la série télévisée Violetta de Disney Channel , le 21 août 2015, il a été révélé que Stoessel avait signé un contrat avec Hollywood Records pour commencer à travailler sur son premier album. Après la fin de la tournée musicale Violetta Live et la fin de la dernière saison de la série Violetta, Martina s'est rendue à Los Angeles pour enregistrer son album avec les producteurs et compositeurs sur une période de trois mois, de janvier à mars 2016 .

## Singles
Après avoir dévoile les deux premiers singles de l'album, Siempre Brillarás et Born to Shine, Martina présente Great Escape, deuxième single de l'album et premier single ou elle chante seule le 8 juillet 2016. Plus tard, une version espagnole, Yo Me Escaparé, a été publiée. Le 8 décembre 2016, elle sort le vidéoclip de Got Me Stared puis le 19 janvier la version en espagnol de ce single, Ya No Hay Nadie Que Nos Pare en collaboration avec Sebastián Yatra. Le 5 mai 2017, elle dévoile de dernier single de l'album, Si Tu Te Vas.

## Succès commercial et promotion
L'album a reçu un disque d'or en Argentine, en Pologne, au Brésil et en Autriche,. Il s'est positionné en sixième place en Italie et en Allemagne et numéro trois en Autriche . En seulement deux mois, il se vend à plus de 100 000 copies dans le monde ,. Pour promouvoir l'album, elle participe à des nombreux shows télévisés où elle interprète ses chansons. Elle donne aussi de nombreux concerts gratuits comme à L'Usina del Arte et au Barrio 31 . Elle effectue aussi sa première tournée solo appelée, Got Me Started Tour, qui commence le 18 mars 2017 pour promouvoir l'album. 

## Liste des titres
Disque 1
| 1.  | All You Gotta Do       | 3:22 |
| 2.  | Great Escape           | 4:07 |
| 3.  | Still Standing         | 3:20 |
| 4.  | Got Me Started         | 3:31 |
| 5.  | My Stupid Heart        | 3:38 |
| 6.  | Don't Cry for Me       | 4:02 |
| 7.  | Finders Keepers        | 3:12 |
| 8.  | Handwritten            | 3:55 |
| 9.  | Sólo Dime Tu           | 3:22 |
| 10. | Sigo Adelante          | 3:20 |
| 11. | Si Tu Te Vas           | 3:38 |
| 12. | Lo Que Tu Alma Escribe | 3:55 |

Disque 2
Le disque 2 contient toutes les chansons du film Tini : La Nouvelle Vie de Violetta.
| 1. | Siempre Brillarás                    | 3:00 |
| 2. | Se Escapa Tu Amor                    | 3:40 |
| 3. | Yo Te Amo A Ti (TINI & Jorge Blanco) | 3:39 |
| 4. | Confía En Mí                         | 2:28 |
| 5. | Born to Shine                        | 3:00 |
| 6. | I Want You (TINI & Jorge Blanco)     | 3:39 |
| 7. | Light Your Heart (de Jorge Blanco)   | 3:31 |
| 8. | Losing the Love                      | 3:41 |
| 9. | Siempre Brillarás (Acústico)         | 1:34 |

Une version espagnole de l'album existe :
| 1.  | Sólo Dime Tu                                | 3:22 |
| 2.  | Sigo Adelante                               | 3:20 |
| 3.  | Si Tu Te Vas                                | 3:38 |
| 4.  | Lo Que Tu Alma Escribe                      | 3:55 |
| 5.  | Siempre Brillarás                           | 3:00 |
| 6.  | Se Escapa Tu Amor                           | 3:40 |
| 7.  | Yo Te Amo A TI (TINI & Jorge Blanco)        | 3:39 |
| 8.  | Confía En Mí                                | 2:28 |
| 9.  | Siempre Brillarás (Acústico)                | 1:34 |
| 10. | Siempre Brillarás (Spanish/English version) | 3:20 |